# Wöller István
Wöller István (Gétye, 1929. október 27. – 2020. április 3.) gondnok, kovács, üzemtörténeti kutató. Kutatási területe Veszprém (vár)megye malomipara.

## Családja
Apja Wöller Mihály postai alkalmazott, anyja Tóth Rozália háztartásbeli. Felesége Sziládi Margit Katalin bolti adminisztrátor, gyermekei Andrea (1958), Klára (1960), Anita (1971).

## Háború
Mindössze tizenöt éves volt, amikor 1944 februárjában leventeként elvitték idegenbe, „harcolni Magyarországért”. 2006-ban jelentette meg saját költségén a Tizenötévesen Németországban című könyvét, melyben leírja elhurcolását, fogságát és hazatérését.

## Tanulmányok
Hazajőve előbb kitanulta a kovácsmesterséget, majd a lakatosszakmát. 1951-ben tett szakérettségit Szombathelyen. Később vegyészmérnöknek, majd katonatisztnek készült, ám végül nem szerzett diplomát.

## Munka
1949-től a Győri Vagongyárban, 1954-től a Veszprémi Műmalomban lakatos. 1961-től a Veszprém Megyei Malomipari és Terményforgalmi Vállalat karbantartó üzemvezetője. 1989-től 
az Örvényesi Műemlék Vízimalom gondnoka volt.

## Kutatómunka
Az első biztatásokat és tanácsokat Éri István akkori múzeumi igazgatótól és Nagybákay Péter céh-történésztől kapta. Munkáját segítette, hogy az ÉDOSZ-archívum 1969-ben megbízta a Veszprém megyei malmok tárgyi emlékeinek feltérképezésével. Wöller István nagy alapossággal végezte malomtörténeti gyűjtését és az anyag dokumentálását. Kezdettől fogva fontosnak tartotta a helyszínelést, így a megye valamennyi malmát bejárta, ahol ezerszámra készítette a fényképfelvételeket a molnárokról, adatközlőkről, gépekről, kisebb-nagyobb alkatrészekről. Mérnöki pontosságú saját térképein rögzítette a terepbejárás során meglátogatott malmokat. Malomtörténeti fényképarchívuma és adattára ma egyedülálló az országban. Az eredeti (gyakran száz-kétszáz éves) iratanyagok (tervrajzok, működési engedélyek) a fényképekkel, a helyszíni feljegyzésekkel, a kicédulázott levéltári adatokkal malmonként kötegelt gyűjtőkben várják az alapos, egyenkénti és összehasonlító feldolgozást. Több száz mázsányi ipartörténeti emléket, alkatrészt mentett meg a biztos pusztulástól. Neki köszönhető az őrvényesi és csopaki vízimalom megmentése, segítségével építették meg a Szentendrei Szabadtéri Múzeum bakonyi és Balaton-felvidéki tájegységének vízimalmát.
Állandó résztvevője volt a megyei és országos honismereti és üzemtörténeti konferenciáknak, s lelkes patronálója a fiatalabb nemzedéknek.
Balázs György, a Néprajzi Múzeum főmuzeológusa, a malmokkal foglalkozó tudósokat tömörítő Magyar Molinológiai Társaság elnöke szerint Wöller István szerencsés kezű és jó szemű kutatónak bizonyult, akinek a hetvenes-nyolcvanas évekbeli gyűjtőmunkája nélkül mára szinte semmilyen dokumentumunk sem maradt volna az egykori malmokról. Az országosan is jelentős malomtörténeti anyagait a Veszprém Megyei Levéltárban helyezte el.

## Publikációk
- Örvényes, Csopak, vízimalmok; TKM Egyesület, Bp., 1989 (Tájak, korok, múzeumok kiskönyvtára)
- A Tapolca vízimalmai Pápán és környékén; Önkormányzat, Pápa, 1994 (Fejezetek Pápa város történetéből)
- Malmok Pula határában; in: Pula története; Pula Község Önkormányzata, Pula, 1996[4]
- Egykori vízimalmok Veszprém megyében; Eötvös Károly Megyei Könyvtár, Veszprém, 2001
- Tizenötévesen Németországban. Wöller István levente naplójából; Viza Kft., Veszprém, 2006
- Balatonfüredi malmok; Balatonfüred Városért Közalapítvány, Balatonfüred, 2009 (Balatonfüred Városért Közalapítvány kiadványai)
- Ladányi András: Kapolcsi vízimalmok; beszélgetésekkel  Wöller Istvánnal; Kapolcsi Kulturális és Természetvédelmi Egylet, Kapolcs, 2010 (Csigakönyvek)
- Vízimalmok a Tapolcán Pápától Marcaltőig; Jókai Mór Városi Könyvtár, Pápa, 2010
- Steinhausz György–Wöller István: Vízimalmok Csopakon; Önkormányzat, Csopak, 2011
- Gétye község történetéből; Viza Kft., Veszprém, 2013

Munkássága során több cikke, tanulmánya jelent meg folyóiratokban, napilapokban. Így pl. közölte írását az Esti Hírlap, Gabonaipar, Gabonaipari Híradó, Hétfői Hírek, Horizont, Inotai Kohász, Képes Újság, Kisalföld, Molnárok Lapja, Műemlékvédelem, Napló, Népszava, Nők Lapja, Technikatörténeti Szemle, Veszprémi Hét, Zalai Hírlap.
Jelenleg következő könyvén dolgozik, amelynek kiadásához támogatókra számít. Gétyéről szeretne írni egy hely- és kultúrtörténeti képes kiadványt, ezért alapos gyűjtőmunkába kezdett. „Nem szabad hagyni, hogy ne maradjon nyoma a község múltjának” – indokolta szándékát.

## Társadalmi tevékenység
1965 és 1988 között Veszprémben a Hazafias Népfront városi elnökségének, 1971-től 1987-ig Veszprém Megyei Üzemtörténeti Klubnak, 1979-től a Veszprém Megyei Múzeumok Baráti Körének elnökségi tagja volt.

## Díjak
- 1970 Felszabadulási Jubileumi Emlékérem, Kiváló Dolgozó
- 1975 Veszprém Városért arany
- 1979 Veszprém Megyéért arany
- 1982 Kiváló Dolgozó
- 1985 Szocialista Kultúráért
- 1994 Műemlékvédelemért Emlékérem
- 2009 Pro Comitatu díj (Veszprém megye)